# Spremljevalni lovec
Spremljevalni lovec je bila vrsta lovskega letala, ki se je pojavila med drugo svetovno vojno, ko so bombniške formacije potrebovale zaščito pri svojih operacijah globoko nad sovražnikovim ozemljem.